# فريا ويلسون
فريا ويلسون (بالإنجليزية: Freya Wilson)‏ هي ممثلة بريطانية، ولدت في 1999 في فولهام في المملكة المتحدة.

## وصلات خارجية
- فريا ويلسون على موقع IMDb (الإنجليزية)
- فريا ويلسون على موقع ألو سيني (الفرنسية)
- فريا ويلسون على موقع أول موفي (الإنجليزية)
- فريا ويلسون على موقع قاعدة بيانات الأفلام السويدية (السويدية)
- فريا ويلسون على موقع قاعدة بيانات الفيلم (الإنجليزية)
- فريا ويلسون على موقع كينوبويسك (الروسية)